# Rito de fertilidade

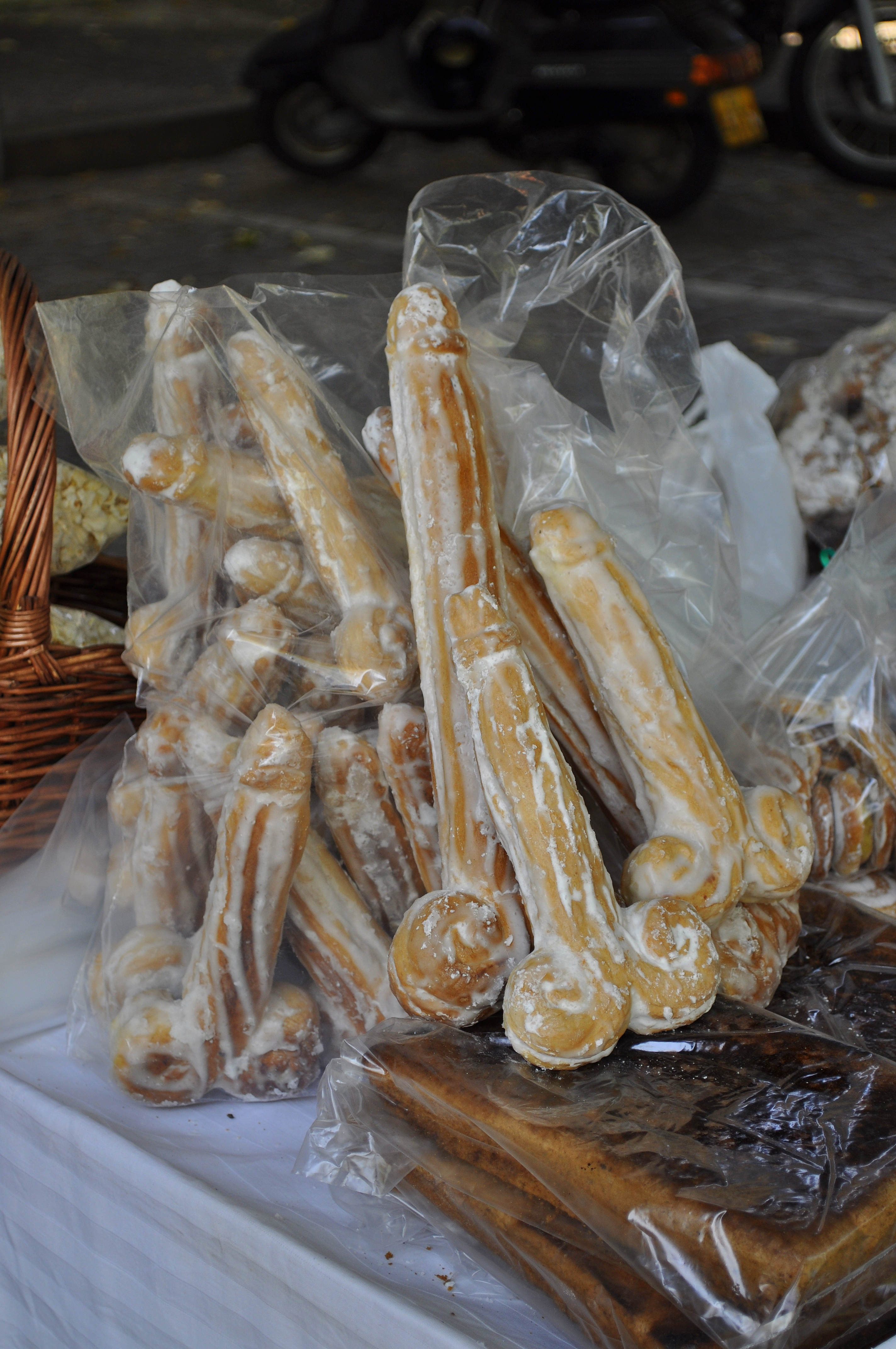
Pastelarias de São Gonçalo em Amarante. A pastelaria erótica de Portugal pode ter origem em ritos de fertilidade celtas.

Os ritos de fertilidade são rituais religiosos que reencenam, de forma real ou simbólica, atos sexuais e/ou processos reprodutivos: "a intoxicação sexual é um componente típico dos ritos dos vários deuses funcionais que controlam a reprodução, seja do homem, da besta, do gado, ou de grãos de sementes ".
Podem alternativamente envolver o sacrifício de "um animal primordial, que deve ser sacrificado na causa da fertilidade ou mesmo da criação", enquanto há evidências de que "o culto materno pré-histórico sob a forma de ritos de fertilidade está ligado ao sacrifício humano".